# 鄭宇恩
鄭宇恩（1986年4月7日—），臺灣政治人物，新北市人，畢業於輔仁大學法律系，後於美國南加州大學取得法學碩士學位，為美國紐約州執業律師。2014年回台參選新北市第二屆市議員開啟從政之路。現居新北市淡水區，民主進步黨政治人物，現任新北市議員。

## 生平
2014年，新北市因人口變化，而調整次屆各選區應選市議員席次，新北市第一選舉區（淡水區、八里區、三芝區、石門區）由過去之三席增加一席為四席，鄭宇恩因此獲得民主進步黨徵召，以高學歷及清新形象參加2014新北市議員選舉，結果一舉拿下三萬餘票當選新北市議會議員，為該選區最高票，也是第二屆新北市議會最年輕的市議員。

## 參選記錄
| 年度 | 選舉屆數             | 選舉區           | 所屬政黨   | 得票數 | 得票率 | 當選標記 | 備註 |
| ---- | -------------------- | ---------------- | ---------- | ------ | ------ | -------- | ---- |
| 2014 | 第二屆新北市議員選舉 | 新北市第一選舉區 | 民主進步黨 | 31,928 | 29.26% |          |      |
| 2018 | 第三屆新北市議員選舉 | 新北市第一選舉區 | 民主進步黨 | 29,004 | 23.67% |          |      |
| 2022 | 第四屆新北市議員選舉 | 新北市第一選舉區 | 民主進步黨 | 23,913 | 20.49% |          |      |

## 外部連結
- 新北市議員鄭宇恩的Facebook專頁
- YouTube上的新北市議員鄭宇恩頻道
- 新北市議會全球資訊中文網-鄭宇恩議員介紹 （页面存档备份，存于）